# Moore County, North Carolina
Moore County är ett administrativt område i delstaten North Carolina, USA, med 88 247 invånare. Den administrativa huvudorten (county seat) är Carthage.

## Geografi
Enligt United States Census Bureau har countyt en total area på 1 829 km². 1 808 km² av den arean är land och 21 km² är vatten.

### Angränsande countyn
- Chatham County, North Carolina - nord-nordost
- Lee County, North Carolina - nordost
- Harnett County - öster
- Cumberland County, North Carolina - sydost
- Hoke County - syd-sydöst
- Richmond County, North Carolina - syd-sydväst
- Montgomery County, North Carolina - väster
- Randolph County, North Carolina - nord-nordväst
- Scotland County - söder

## Orter
- Robbins